# Rexpoëde
 Rexpoëde  (en neerlandés Rekspoede) es una población y comuna francesa, en la región de Norte-Paso de Calais, departamento de Norte, en el distrito de Dunkerque y cantón de Hondschoote.

## Demografía
| 1241 | 1154 | 1167 | 1384 | 1534 | 1546 |
| Para los censos de 1962 a 1999 la población legal corresponde a la población sin duplicidades (Fuente: INSEE [Consultar]) |      |      |      |      |      |